# 薔薇的瑪利亞
《薔薇的瑪利亞》是十文字青著作的日本輕小說系列作品。由BUNBUN擔任插畫。

## 概要
本作是十文字青的出道作及代表作。故事不僅設定架構龐大，情節刻畫細緻入微、角色性格極為豐滿，加上將CG操縱自如的華麗插畫，使本作廣受歡迎，成為了Sneaker文庫的珠玉之作。當中的血腥虐殺描寫，使其和《罪人與龍共舞》《諸神黃昏》《狂人之月》並列以殘酷著稱。在戰鬥小說中尤為罕見地，主角並不具備特殊潛能，而是以族為單位進行團體隊型作戰，且主角更是族裡最弱的成員，使本作具有稀有作品之稱。

## 故事簡介
本作是孤獨的「侵入者（Cracker）」瑪利亞羅斯，在得到夥伴以後逐漸成長的故事。第1集是以地下區為舞台的迷宮尋寶，第2集開始則不限於尋寶，展開了形形色色的冒險。第11集開始迎入新篇章，自第15集末起突入最終章。在閱讀順序方面，官方推薦將時間軸最早的《Ver0》作為本系列第一本（第0集）開始看起。

## 世界觀・用語

### 世界
現在的曆法是奧門曆（Omenage），已確定在此之前存有數千年文明，但是為何會將世界改用奧門曆表記原因不明。在被稱作「上次的大戰」事件中，這個世界曾經為魔導王們分割、統治，大戰結束後絕大部分的魔法伴隨著王朝的滅亡失散分裂和退化了，曾經輝煌的文明如今變得謎團重重。此外，不知為何現在的奧門曆在某些人口中同時也被稱作「前兆時代」。
地理上，以永恆大陸光輝・α（通稱α大陸）（Eternal Continent Luminous Alpha［Continent］）為中心，周圍還有巴昆大陸（通稱黑暗大陸）（The Bakoon Continent［The Blackened Continet］）、古拉大陸（The Glur Continent）、拉函大陸（La Kan Continent）等大陸，大多數大陸都位於赤道以北。

### 沙藍德無政府王國（Sunland Unreign Kingdom）
位於α大陸西北方的一個王國。此地曾存有無數異界之門，異界生物到處肆虐，被人稱作「混沌與恐怖之地艾爾迪尼翁」流傳至今。但從前魔導王之一的「古德王」來到此地，以壓倒性的魔力壓制了這個地方，用「古代九頭龍之咒」封印異界生物，並在其上建國，然後宣布了「即使君臨本國，君主一切不統治、不支配、不干涉」的國策，因此這裡成為了無法治國度。殺人與掠奪皆為自由的同時，當被殺與被掠奪時也沒有抱怨的餘地。

### 地下區（Underground）
地下區
在艾爾甸地底下，以巨龍遺骨九頭龍的大型骨骼為「蓋」，封印住異界生物的棲息之所，形成廣大的地下空間。其封印是由沙藍德無政府王國「即使君臨本國，君主一切不統治、不支配、不干涉」的古德王施術維持。其後有人挖掘出進入此地的通道，並將地下區出入口與艾爾甸地面街區做對應，舉例來說地面第一區可進入地下區D1（Division 1）、地面第二區可進入地下區D2，依此類推。
D1 閉鎖魔宮
D2 巨型洞蛇巢穴
D3 混沌峽間（Chaos Harlow）
D4 永夜大地（Ever Night Land）
D5 梅利庫魯第二迷宮
D6 梅利庫魯第一迷宮
D7 地下城阿法濟
D8 怪蟲坩堝岡茲蓋爾
D9 喪神街歐雷斯托洛
D10
D11 弗力奧逆叢林
D12
D13 太多魯亞普／達那姆雷
D14
侵入者（Cracker）
藉由潛入地下區打倒異界生物後，將其持有的裝備品拿去變賣獲得收入的人。
族（Clan）
擁有共同想法的人聚集在一起的組織。由於沙藍德無政府王國是無法治地帶，因此族可以自由設立。

## 登場人物
聲的項目是廣播劇CD聲優。

### ZOO
多瑪德君作為領導者「園長（Master）」所帶領的族。據點是首都艾爾甸。基本活動是侵入地下區。雖然成員多為高手，但入園條件其實並不困難，號召文宣僅限制「謝絕體力不足以應付日常生活者」。
瑪利亞羅斯（Mariarose）
聲 - 桑島法子
本作主角，侵入者。17歲。擁有鮮紅色的頭髮，橙色的眼眸中具有謎之紋樣。第1集發售時被官方烙上了「史上最弱的主角」稱號。原本是獨立侵入者，在二巡月前加入了ZOO。具有任誰都會回頭盼望的美貌，外表是宛如擁有少年氣息般的美少女，但本人表示「我不是女人！」，若被認為是女性會很生氣。
使用武器是價值三億達拉的名劍「劫火」贗品「偽劫火」。因為曾經見習過，因此會使用簡單的魔術，例如自我暗示術「倍化（Boost）」和召喚下層元素精靈。其他戰鬥手段為射出藏在護腕中塗有合成毒物「即效性神經毒P9多烏塔+」的箭矢、投擲自製藥水瓶，愛稱「爆彈」的「哈蕾慕·戈登」、會產生巨型棉花糖來限制對手行動的「荷姆尼·卡普」、有機磷酸系的弱神經毒瓦斯「HV5」。戰鬥力在ZOO中是最低的，因此善用身輕靈活的擾亂戰法，有時還會代替多瑪德君擔任指揮。擁有很高的觀察力與判斷力，作為司令塔的能力一流。
多瑪德君（Tomatokun）
聲 - 星野貴紀
ZOO一族的園長（Master）。擁有褐色頭髮，小麥色肌膚，黃玉色眼眸。外表20歲左右的魁梧青年。名字多瑪德君意為「番茄君」。很珍惜夥伴，有極為重視緣分的傾向。
在叫做多瑪德君之前也曾自報姓名為意為「哈密瓜君」的「梅隆君」，他一邊更換著眾多假名一邊度過了漫長時光。有時亦會出現無視歷史考證和世界觀的知識、言行，真實身份存在許多謎團。本名是「戴爾勒·麥克斯潘恩（Diealot Maxpain）」，意為「立於大量死亡之人」。
是破天萬象七星之一，除了和其他七星們因緣匪淺外，與秩序守護者的成立亦有很深的淵源。
卡塔力（Katari）
聲 - 岡本寛志
ZOO一族的成員。由於面容令人聯想到魚類，而被瑪利亞羅斯稱為「半魚人」。使用武器為兩把變形斧（相同的斧共有三組，第一組名為「伊諾伊契」、「洛諾尼」）。
由於經常死亡，對死法亦有所研究，因此在同伴間具有「自殺愛好者」的稱號。
由莉卡·白雪（Yurika Snow-white）
聲 - 古山貴實子
ZOO一族的成員。醫術士。擁有金髮與帶灰的藍色眼眸，被瑪利亞羅斯評價為「絕世美少女」。具有堅強剛毅，照顧他人的性格。非常厭惡SmC等惡黨。外表約10歲左右，實際年齡是23歲。其姿態隱藏著悲壯的過去，因而成為了說話有些口齒不清的年幼少女。使用武器是「極限九手棍」，善於鵺流古式戰鬥術。
莎菲妮亞（Safinia）
聲 - 尤加奈
ZOO一族的成員。魔術士。莎菲妮亞是假名，真名是「阿緹特·寄子·茱丹貝兒·永久幸運（依庫絲＝札那思）」。擁有直順的銀色長髮與翡翠色眼眸、蒼白的肌膚。在魔術退步的現代，是少數真正令人畏懼的高手。莎菲妮亞的師傅閃光魔女瑪奇魯塔將其評價為是「一億人當中才有一個的凶星之女（The Destroyer）」。
對多瑪德君有好感，當多瑪德君身邊出現女性時會性格驟變。
皮巴涅魯（Pimpernel）
聲 - 志村知幸
ZOO一族的成員。出身自拉函大陸的前殺手。擁有砂色的頭髮及眼眸。使用武器是雌雄對劍，雄劍「庫雷亞達」與雌劍「莉蕾札」。動作十分迅速，具有超越常人的身體能力。宣誓絕對效忠於多瑪德君。雖然平時沈默寡言且面無表情，但其實個性很溫柔。皮巴涅魯的名字為花名「琉璃繁縷」之意。
多瓦寧古（Twaning）
ZOO一族的成員。僧侶。暱稱是「鬍子」。居住於多瑪德君家中，並在地下室設有蘇生式用的祭壇。是由莉卡的醫術式及格鬥術師傅。擅長不使用武器的肉搏戰。異常地對自己的肌肉感到自豪。
強·傑克·頓·裘克（Jean-Jacques de Joker）
ZOO一族的成員。貴族。本名是「強·傑克·杜邦·卡利耶爾·頓·拉斯貝特」。天生的貴族，不會爲任何事情阿諛諂媚，不膽怯、不服從，自由奔放、任性自我，雖冷酷卻滿懷慈悲。擅長撲克牌等博弈，「鬼牌（Joker）」一定會出現在他那一方。對魔術有所了解，魔導王時代的秘寶「千之貫通」、「大懺悔嘯」、「摩訶鴉一式」等等，擁有許多武器，並掌握了各式各樣的武術及奧義。
在魔導王安東尼·格里姆哈琴的古城中啟動沈睡的克羅蒂亞時，將自己一半的壽命賦予了她，因此壽命僅剩原本的一半。當他死去時，克羅蒂亞也會陷入沈睡。

### 午餐時間「Lunch Time」
亞濟安作為「首領（Master）」所帶領的族。據點是首都艾爾甸。基本活動是侵入地下區。入團條件不明，但是全員皆有獲得亞濟安許可。起初是由無法自由與夥伴共進午餐的人們聚集而成，午餐時間也是由此命名。成員多為財力優渥、戰鬥力高的人，似乎也有許多旅人，除了族規以外不會對夥伴做任何束縛。
亞濟安（Azian）
聲 - 石田彰
午餐時間一族的首領（Master）。擁有黑髮與淡藍色的眼眸。污穢者之國的最後王子。別名「虐殺人偶（Carnage Doll）」。由於容貌十分俊美，因此不論男女老幼皆對他懷有好感。
熱烈地追求著瑪利亞羅斯，經常從高處跟蹤他，並在面臨危險時出手相助。亦會稱瑪利亞羅斯為「極限愛（LOVE MAX）」「我的甜心」「薔薇」。
被父親路維·布魯在身體上憑依了「塔納吐斯」「賈休基修」「阿爾卡地亞」「烏魯克函德」「雅努」等異界生物。「塔納吐斯」是從背上長出的黑色翅膀，「賈休基修」是左臂中寄宿的擁有堅硬黑鱗的大蜥蜴，「阿爾卡地亞」是從右臂伸出的黑色細管，其根源是眼部與口部皆為虛無黑洞般的女性頭顱。「烏魯克函德」為某種黑色的纖維狀物體，擁有數不盡的眼瞳，其縫隙間漏出青藍色的光芒，介於眼瞼與眼瞳的魔物，在第19集首次出現，且包覆（侵蝕）亞濟安的雙腳生出尖爪。「雅努」是從腹中張開的能吞噬一切的大口。由於他們會趁隙奪取亞濟安的身體控制權與進行反抗，因此起初很猶豫是否要動用到他們。在第10集與路維·布魯作戰時，亞濟安的身心一度遭到他們奪取，但在瑪利亞羅斯的呼喚下取回自我。此後便成功支配了他們，亦會在戰鬥中積極使用。
使用武器是名為「悲哭之劍」的黑色短劍，以及作為王牌，將「悲哭之劍」刺入右手讓它吸食自己的血液後，便能成為可分成好幾節的紅劍「斷末魔之劍」。
體質可以數日不進食和睡眠。
蓓蒂（Betty）
午餐時間一族的成員。魔術士。蓓蒂是假名。莎菲妮亞的師姐。通稱「垂眼蓓蒂（Betty the Drooping Eyes）」。擁有無需通過特殊精神集中便能發動魔術的「第三腦」。
庫拉尼（Klanny）
午餐時間一族的成員。討債人。與午餐時間的其他成員相比是常識人及好好先生。與亞濟安交好，便是在庫拉尼的推動下成立了午餐時間。之後遭到SmC的傑伊殺害，他的死亡對亞濟安與午餐時間的成員產生了莫大影響。

### 艾爾甸居民
卡洛那（Korona）
擁有美麗紫羅蘭髮色及眸色的嬌小少女。與雷尼一同行動的侵入者。個性迷糊，會下意識把自己名字當作第一人稱，自稱是魔術士，但身背長劍又不肯使用魔法，曾多次給瑪利亞羅斯造成麻煩。
雷尼（Lenny）
與卡洛那一同行動的侵入者。外貌兇惡，會讓初次見面的人感到害怕。對卡洛那的行為感到無奈卻又無法拋下不管，自稱為卡洛那的守護者。瑪利亞羅斯對他的評語為卡洛那的褓母。
莫莉·利普斯（Molly Lips）
身材豐滿的妙齡美女。資深醫術士，獨立經營著「莫莉·利普斯收容所（Molly Lips Asylum）」，通稱「收容所（Asylum）」。既替人們診療，又收容孤兒，與秩序守護者交好，是艾爾甸的名人。和瑪利亞羅斯有交情，常以誘惑性的言詞對他開玩笑。
佩兒多莉琪（Beatrice）
擁有金髮與深藍色眼眸的少女。出身自莫莉·利普斯收容所，曾隸屬於秩序守護者的燄小隊，泉里一戰後離開而回到收容所，並向莫莉學習醫術式，同時身兼莫莉的管理者。對瑪利亞羅斯有特殊情感。

### 秩序守護者「Moral Keepers」
丹尼斯·桑瑞斯作為領導者「騎士團長」所帶領的族。據點是首都艾爾甸。基本活動是在要點地區施設警備，維持治安。入團需要經過戰鬥技術與精神方面的嚴格評估。以「是惡即斬」為原則，在原本無法治地帶的艾爾甸裡，只要是他們自己判斷為「惡」就連一句話都不問便拔刀斬之。以隊為單位，各隊在隊長的指揮下活動，嚴格執行隊中法紀。此族前身是「有道（Morality）」一族。 
丹尼斯·桑瑞斯（Denis Sunrise）
秩序守護者一族的創始者及總長。素有「太陽鬼」之稱。曾是對抗無道一族的有道一族領導者之一。與多瑪德君是舊識及戰友。擅長破天一刀流的劍術，並將之傳授給守護者的成員，視成員為孩子，十分愛護也獲得尊敬與崇拜，堪為秩序守護者的象徵。裝備及武器為鎧甲「有翼天將」、大刀「日輪」、脇差「月明」。在與SmC的「無限城」一戰中，誤中SIX的詭計而亡於陷阱。
尤安·桑瑞斯（Johann Sunrise）
秩序守護者一族的副長兼第三隊隊長。為丹尼斯的養子，親生父親亦曾是有道一族的成員，曾視多瑪德君為兄長。與羅叉、燄、琺瑠、釋拿是青梅竹馬。在守護者中負責收集情報並整肅風氣。在丹尼斯死後，繼承其刀「月明」，並力保羅叉繼任秩序守護者的第二任總長，及策劃反擊SmC。
羅叉（Rasa）
秩序守護者一族的副長兼第四隊隊長。出身自凰州。有「死神」之稱的劍士。因曾處於盜賊紛起的生活中而痛恨為惡者，十分崇拜丹尼斯·桑瑞斯。在丹尼斯死後，繼承其刀「日輪」，並繼位為第二任總長。
燄（Homura）
秩序守護者一族的第七隊隊長。出身自凰州。個性隨和溫柔。釋拿的丈夫。在營救隊員佩兒多莉琪時，以配刀襲擊SIX，但因SIX特殊體質，而猝然被反擊身亡。
琺瑠（Fall）
秩序守護者一族的副長兼第五隊隊長。出身自凰州。釋拿的姊姊。有著喜歡可愛東西的癖好。
釋拿
出身自凰州。琺瑠的妹妹，燄的妻子。由於劍術卓越而素有「女夜叉」之稱。在任務中與SIX作戰身亡。

### 加虐殺戮愛好會「Sadistic Murders Club」
SIX作為領導者「大君主・領主（Overlord）」所帶領的族。通稱SmC。又分為老舊的「刺青派」和新人的「烙印派」，總成員超過一千人，是艾爾甸最大的一族。SmC的成員大多以惡徒為主，通常成員會利用其勢力威嚇或殺人，和秩序守護者相互對立。
SIX
SmC一族的領導者。具有特殊體質。個性囂張瘋狂，但也聰明而狡猾。認識並討厭多瑪德君。在泉里一戰末，因重傷瑪利亞羅斯，而被甚怒的多瑪德君所殺。
傑伊
SmC一族的成員。SIX的副手。領導「最大殺伐」作戰，為SIX的瘋狂支持者。實際上傑伊為兩人，與皮巴涅魯同為出身自拉函大陸的殺手，一名是瘋狂崇拜SIX而厭惡SIX親信的亞濟安，另一名個性冷漠，後者在泉里之戰時被皮巴涅魯所殺，而前者則帶走SIX的部份遺體逃離。
波爾菲哥德
SmC一族的成員。死靈術士。個性陰沈古怪，能操縱大量屍體行動。在泉里一戰中，為瑪利亞羅斯所殺。

### 王龍
荊王（Jin Wang）
王龍一族的頭目。龍洲人。戴著墨鏡。具有把喜歡的人牙齒全部拔掉的異常性癖。武器是雙節棍與帶鉤爪的十字棍。

### S*K「Serial Killer」
飛燕（Fei Yang）
S*K一族的頭目。龍洲人。外表十分年幼，但實際上與由莉卡同為23歲。因為境遇相似而很中意由莉卡。是精通八十四散亂打的高手。由於先天性體溫高於常人，因此不穿著厚實衣物便會身體不適。

## 既刊一覽

### 本篇
| 冊數 | 原文標題 | 中文標題                                   | 角川書店       | 角川書店               | 台灣角川       | 台灣角川               |
| 冊數 | 原文標題 | 中文標題                                   | 發售日         | ISBN                   | 發售日         | ISBN                   |
| ---- | -------- | ------------------------------------------ | -------------- | ---------------------- | -------------- | ---------------------- |
| 1    |          | 薔薇的瑪利亞 I.墜入永眠的追夢女王          | 2004年11月30日 | ISBN 978-4-04-471001-9 | 2007年3月24日  | ISBN 978-986-174-233-5 |
| 2    |          | 薔薇的瑪利亞 II.擁抱著即將崩潰的你         | 2005年3月1日   | ISBN 978-4-04-471002-6 | 2007年7月4日   | ISBN 978-986-174-385-1 |
| 3    |          | 薔薇的瑪利亞 III.席捲狂人的暴風            | 2005年8月31日  | ISBN 978-4-04-471004-0 | 2008年1月4日   | ISBN 978-986-174-559-6 |
| 4    |          | 薔薇的瑪利亞 IV.LOVE'N'KILL                | 2006年1月1日   | ISBN 978-4-04-471005-7 | 2008年11月4日  | ISBN 978-986-174-876-4 |
| 5    |          | 薔薇的瑪利亞 V.SEASIDE BLOODEDGE           | 2006年4月1日   | ISBN 978-4-04-471006-4 | 2009年3月26日  | ISBN 978-986-237-031-5 |
| 6    |          | 薔薇的瑪利亞 VI.BLOODRED SINGROOVE         | 2006年11月1日  | ISBN 978-4-04-471008-8 | 2009年12月23日 | ISBN 978-986-237-391-0 |
| 7    |          | 薔薇的瑪利亞 VII.SINBREAKER MAXPAIN        | 2007年6月1日   | ISBN 978-4-04-471010-1 | 2010年9月25日  | ISBN 978-986-237-778-9 |
| 8    |          | 薔薇的瑪利亞 VIII.唯有祈願一途的虛幻宿命呀 | 2008年1月1日   | ISBN 978-4-04-471012-5 | 2011年7月29日  | ISBN 978-986-287-244-4 |
| 9    |          | 薔薇的瑪利亞 IX.離別的終焉之地             | 2008年2月1日   | ISBN 978-4-04-471013-2 | 2012年7月14日  | ISBN 978-986-287-609-1 |
| 10   |          | 薔薇的瑪利亞 X.黑與白的盡頭                | 2008年8月1日   | ISBN 978-4-04-471014-9 | 2013年4月24日  | ISBN 978-986-325-299-3 |
| 11   |          |                                            | 2009年5月1日   | ISBN 978-4-04-471017-0 |                |                        |
| 12   |          |                                            | 2009年9月1日   | ISBN 978-4-04-471018-7 |                |                        |
| 13   |          |                                            | 2010年4月1日   | ISBN 978-4-04-471021-7 |                |                        |
| 14   |          |                                            | 2010年8月1日   | ISBN 978-4-04-471022-4 |                |                        |
| 15   |          |                                            | 2011年1月1日   | ISBN 978-4-04-471023-1 |                |                        |
| 16   |          |                                            | 2011年8月1日   | ISBN 978-4-04-471024-8 |                |                        |
| 17   |          |                                            | 2012年4月1日   | ISBN 978-4-04-471025-5 |                |                        |
| 18   |          |                                            | 2013年4月1日   | ISBN 978-4-04-100671-9 |                |                        |
| 19   |          |                                            | 2013年10月1日  | ISBN 978-4-04-101024-2 |                |                        |
| 20   |          |                                            | 2014年4月1日   | ISBN 978-4-04-101300-7 |                |                        |
| 21   |          |                                            | 2014年5月1日   | ISBN 978-4-04-101700-5 |                |                        |

### 外傳
| 冊數 | 原文標題 | 中文標題                                       | 角川書店      | 角川書店               | 台灣角川      | 台灣角川               |
| 冊數 | 原文標題 | 中文標題                                       | 發售日        | ISBN                   | 發售日        | ISBN                   |
| ---- | -------- | ---------------------------------------------- | ------------- | ---------------------- | ------------- | ---------------------- |
| 1    |          | 薔薇的瑪利亞 Ver0 我那蹉跎與重生的每一天       | 2005年5月1日  | ISBN 978-4-04-471003-3 | 2008年5月31日 | ISBN 978-986-174-689-0 |
| 2    |          | 薔薇的瑪利亞 Ver1 蓓蕾的卡洛那                 | 2006年8月1日  | ISBN 978-4-04-471007-1 | 2009年8月1日  | ISBN 978-986-237-167-1 |
| 3    |          | 薔薇的瑪利亞 Ver2 為了傳達這首歌，我們不停歌唱 | 2007年2月1日  | ISBN 978-4-04-471009-5 | 2010年4月1日  | ISBN 978-986-237-580-8 |
| 4    |          | 薔薇的瑪利亞 Ver3 你存在之夢僅於須臾之間       | 2007年10月1日 | ISBN 978-4-04-471011-8 | 2011年3月23日 | ISBN 978-986-287-104-1 |
| 5    |          |                                                | 2008年10月1日 | ISBN 978-4-04-471015-6 |               |                        |
| 6    |          |                                                | 2009年3月1日  | ISBN 978-4-04-471016-3 |               |                        |

### 續篇
| 標題         | 發售日        | ISBN                   |
| ------------ | ------------- | ---------------------- |
| （野貓瑪利） | 2016年9月30日 | ISBN 978-4-04-104562-6 |

## 文庫本未收錄作品一覽
| 標題                              | 刊登書誌・收錄物                                                               | 發售日         | ISBN                   |
| --------------------------------- | ------------------------------------------------------------------------------ | -------------- | ---------------------- |
| （薔薇的瑪利亞 鳥人ROCK）         | The Sneaker 2005年10月號                                                       | 2005年8月30日  |                        |
| （薔薇的瑪利亞 鳥人ROCK）         | 獨立電子書籍版                                                                 | 2007年10月1日  |                        |
| （裏薔薇的瑪利亞 Episode0）       | （S BLUE The Sneaker 100號紀念選集 ）                                          | 2010年6月30日  | ISBN 978-4-04-474813-5 |
| （野貓瑪利）                      | BUNBUN畫集 The Last Rose                                                       | 2015年1月29日  | ISBN 978-4-04-102199-6 |
|                                   | 十文字青《》與《灰與幻想的格林姆迦爾 level.13 》同時購入特典附贈短編特別小冊子 | 2018年7月1日   |                        |
| （LOVE★MAX -不治之病，其名為愛-） | （The Sneaker LEGEND）                                                         | 2018年10月31日 | ISBN 978-4-04-735368-8 |

## 漫畫
在隔月刊雜誌《Beans A》連載於2007年Vol.6至2009年Vol.18。單行本全3冊。
故事情節是在原作中所沒有，專為漫畫全新創作的新作。每集卷末收錄了來自原作者十文字青及角色設計師BUNBUN的留言與全新繪製的插畫。
- 作畫：是美三々
- 原作：十文字青
- 角色設計：BUNBUN

| 冊數 | 原文標題 | 中文標題                         | 角川書店      | 角川書店               | 台灣角川       | 台灣角川               |
| 冊數 | 原文標題 | 中文標題                         | 發售日        | ISBN                   | 發售日         | ISBN                   |
| ---- | -------- | -------------------------------- | ------------- | ---------------------- | -------------- | ---------------------- |
| 1    |          | 薔薇的瑪利亞 (1) 紅寶石的薔薇    | 2007年9月26日 | ISBN 978-4-04-713975-6 | 2008年8月28日  | ISBN 978-986-174-782-8 |
| 2    |          | 薔薇的瑪利亞 (2) SILLY LOVE SONG | 2008年7月26日 | ISBN 978-4-04-715090-4 | 2009年3月26日  | ISBN 978-986-237-020-9 |
| 3    |          | 薔薇的瑪利亞 (3) ai-meet-u       | 2009年5月26日 | ISBN 978-4-04-715244-1 | 2009年11月28日 | ISBN 978-986-237-372-9 |

## 相關書籍
《BUNBUN畫集 The Last Rose》
角川書店，2015年1月29日發售，ISBN 978-4-04-102199-6
將插畫師BUNBUN的《薔薇的瑪利亞》插畫彙整而成的畫集，亦收錄了由十文字青全新創作的短篇小說《野貓瑪利》（ノラ猫マリィ）。

## 廣播劇CD
《web廣播節目 voice theater『薔薇的瑪利亞』Don't make me alone》
JVC建伍勝利娛樂，2006年9月6日發售，VICL-61995
將2006年在web廣播節目《薔薇的瑪利亞～沙藍德無政府王國王立放送局》（薔薇のマリア～サンランド無統治王国王立放送局）上播放的原創廣播劇CD化的作品。故事情節是在原作中所沒有，專為web廣播節目全新創作的新作。插入曲「Don't make me alone」的作詞、作曲、主唱是原作者十文字青本人，作為神秘的吟遊詩人「rosen」參與。
原作・腳本
- 十文字青

聲出演
- 瑪利亞羅斯 - 桑島法子
- 多瑪德君 - 星野貴紀
- 亞濟安 - 石田彰
- 卡塔力 - 岡本寛志
- 由莉卡·白雪 - 古山貴實子
- 莎菲妮亞 - 尤加奈
- 皮巴涅魯 - 志村知幸
- 哀悼的你 - 最上嗣生

收錄內容
1. 歡迎來到動物園！？(1)
出演 - 瑪利亞羅斯（桑島法子）、多瑪德君（星野貴紀）
2. act.1 霧之虛洞Mist Hollow
出演 - 亞濟安（石田彰）、瑪利亞羅斯（桑島法子）、卡塔力（岡本寛志）、多瑪德君（星野貴紀）、由莉卡·白雪（古山貴實子）、莎菲妮亞（尤加奈）、皮巴涅魯（志村知幸）
3. 歡迎來到動物園！？(2)
出演 - 多瑪德君（星野貴紀）、瑪利亞羅斯（桑島法子）
4. act.２ 徬徨者們
出演 - 莎菲妮亞（尤加奈）、多瑪德君（星野貴紀）、卡塔力（岡本寛志）、皮巴涅魯（志村知幸）、瑪利亞羅斯（桑島法子）、亞濟安（石田彰）、由莉卡·白雪（古山貴實子）
5. 主題曲
歌 - Como-Lee
6. 歡迎來到動物園！？(3)
出演 - 瑪利亞羅斯（桑島法子）、由莉卡·白雪（古山貴實子）、莎菲妮亞（尤加奈）
7. act.３ 親愛的你與哀悼的你
出演 - 卡塔力（岡本寛志）、亞濟安（石田彰）、多瑪德君（星野貴紀）、瑪利亞羅斯（桑島法子）、莎菲妮亞（尤加奈）、由莉卡·白雪（古山貴實子）、皮巴涅魯（志村知幸）、哀悼的你（最上嗣生）
8. 歡迎來到動物園！？(4)（動物園へようこそ！？(4)）
出演 - 亞濟安（石田彰）、瑪利亞羅斯（桑島法子）、卡塔力（岡本寛志）、皮巴涅魯（志村知幸）
9. act.４ 蠻王的斬首之斧（act.４ 蛮王の首切り斧）
出演 - 亞濟安（石田彰）、哀悼的你（最上嗣生）、瑪利亞羅斯（桑島法子）、卡塔力（岡本寛志）、由莉卡·白雪（古山貴實子）、多瑪德君（星野貴紀）、莎菲妮亞（尤加奈）、皮巴涅魯（志村知幸）
10. 插入曲「Don't make me alone」
作詞・作曲・歌 - rosen（十文字青）
11. Azian's Love Letter
出演 - 亞濟安（石田彰）

## 腳註

### 出典
1. ↑  kadokawasneaker的2018年6月27日的推文- Twitter
2. ↑  . Sneaker文庫. KADOKAWA.   [2020-09-20]. （原始内容存档于2014-08-29）.
3. ↑  . FlyingDog. JVC建伍勝利娛樂.   [2020-09-20]. （原始内容存档于2021-02-24）.
4. ↑  . JVC建伍勝利娛樂.   [2020-09-20]. （原始内容存档于2020-10-09）.

#### 書誌出典
1. ↑  . KADOKAWA.   [2020-09-20]. （原始内容存档于2019-06-29）.
2. ↑  . 台灣角川.   [2020-09-20]. （原始内容存档于2020-10-09）.
3. ↑  . KADOKAWA.   [2020-09-20]. （原始内容存档于2020-10-08）.
4. ↑  . 台灣角川.   [2020-09-20]. （原始内容存档于2020-10-08）.
5. ↑  . KADOKAWA.   [2020-09-20]. （原始内容存档于2020-10-14）.
6. ↑  . 台灣角川.   [2020-09-20].[]
7. ↑  . KADOKAWA.   [2020-09-20]. （原始内容存档于2017-06-01）.
8. ↑  . 台灣角川.   [2020-09-20]. （原始内容存档于2020-10-09）.
9. ↑  . KADOKAWA.   [2020-09-20]. （原始内容存档于2017-06-01）.
10. ↑  . 台灣角川.   [2020-09-20].[]
11. ↑  . KADOKAWA.   [2020-09-20]. （原始内容存档于2017-06-01）.
12. ↑  . 台灣角川.   [2020-09-20].[]
13. ↑  . KADOKAWA.   [2020-09-20]. （原始内容存档于2020-10-08）.
14. ↑  . 台灣角川.   [2020-09-20].[]
15. ↑  . KADOKAWA.   [2020-09-20]. （原始内容存档于2021-01-21）.
16. ↑  . 台灣角川.   [2020-09-20]. （原始内容存档于2021-01-22）.
17. ↑  . KADOKAWA.   [2020-09-20]. （原始内容存档于2020-10-13）.
18. ↑  . 台灣角川.   [2020-09-20]. （原始内容存档于2021-01-20）.
19. ↑  . KADOKAWA.   [2020-09-20]. （原始内容存档于2017-06-01）.
20. ↑  . 台灣角川.   [2020-09-20]. （原始内容存档于2021-01-18）.
21. ↑  . KADOKAWA.   [2020-09-20]. （原始内容存档于2020-10-13）.
22. ↑  . KADOKAWA.   [2020-09-20]. （原始内容存档于2020-09-22）.
23. ↑  . KADOKAWA.   [2020-09-20]. （原始内容存档于2017-06-01）.
24. ↑  . KADOKAWA.   [2020-09-20]. （原始内容存档于2020-10-08）.
25. ↑  . KADOKAWA.   [2020-09-20]. （原始内容存档于2020-10-10）.
26. ↑  . KADOKAWA.   [2020-09-20]. （原始内容存档于2020-10-10）.
27. ↑  . KADOKAWA.   [2020-09-20]. （原始内容存档于2020-10-08）.
28. ↑  . KADOKAWA.   [2020-09-20]. （原始内容存档于2020-10-09）.
29. ↑  . KADOKAWA.   [2020-09-20]. （原始内容存档于2020-11-05）.
30. ↑  . KADOKAWA.   [2020-09-20]. （原始内容存档于2020-10-08）.
31. ↑  . KADOKAWA.   [2020-09-20]. （原始内容存档于2020-10-09）.
32. ↑  . KADOKAWA.   [2020-09-20]. （原始内容存档于2020-10-09）.
33. ↑  . 台灣角川.   [2020-09-20]. （原始内容存档于2020-10-10）.
34. ↑  . KADOKAWA.   [2020-09-20]. （原始内容存档于2020-10-10）.
35. ↑  . 台灣角川.   [2020-09-20].[]
36. ↑  . KADOKAWA.   [2020-09-20]. （原始内容存档于2019-06-29）.
37. ↑  . 台灣角川.   [2020-09-20].[]
38. ↑  . KADOKAWA.   [2020-09-20]. （原始内容存档于2021-01-20）.
39. ↑  . 台灣角川.   [2020-09-20]. （原始内容存档于2021-01-27）.
40. ↑  . KADOKAWA.   [2020-09-20]. （原始内容存档于2020-09-22）.
41. ↑  . KADOKAWA.   [2020-09-20]. （原始内容存档于2021-01-26）.
42. ↑  . KADOKAWA.   [2020-09-20]. （原始内容存档于2020-10-22）.
43. ↑  . KADOKAWA.   [2020-09-20]. （原始内容存档于2021-06-21）.
44. ↑  . KADOKAWA.   [2020-09-20]. （原始内容存档于2021-01-26）.
45. ↑  . KADOKAWA.   [2020-09-20]. （原始内容存档于2019-06-24）.
46. ↑  . KADOKAWA.   [2020-09-20]. （原始内容存档于2020-12-02）.
47. ↑  . KADOKAWA.   [2020-09-20]. （原始内容存档于2020-10-08）.
48. ↑  . 台灣角川.   [2020-09-20]. （原始内容存档于2021-01-21）.
49. ↑  . KADOKAWA.   [2020-09-20]. （原始内容存档于2019-07-19）.
50. ↑  . 台灣角川.   [2020-09-20]. （原始内容存档于2021-01-18）.
51. ↑  . KADOKAWA.   [2020-09-20]. （原始内容存档于2020-10-08）.
52. ↑  . 台灣角川.   [2020-09-20]. （原始内容存档于2021-01-27）.
53. ↑  . KADOKAWA.   [2020-09-20]. （原始内容存档于2019-06-24）.

## 外部連結
- 薔薇的瑪利亞系列介紹 Sneaker文庫官方網站 （页面存档备份，存于）（日語）
- brainx （页面存档备份，存于）（日語） - 十文字青的部落格
- 十文字青的X（前Twitter）（日語）